# Apricot Stone
Apricot Stone är en låt framförd av den rysk-armeniska sångerskan Eva Rivas. Låten representerade Armenien vid Eurovision Song Contest 2010 i Oslo i Norge. Låten är skriven av Armen Martirosyan och Karen Kavaleryan.
Bidraget framfördes i den andra semifinalen den 27 maj 2010 och tog sig vidare till final efter en sjätte plats med 83 poäng. I finalen den 29 maj slutade det på sjunde plats med 141 poäng.